# Exyston lophotos
Exyston lophotos är en stekelart som beskrevs av Mason 1959. Exyston lophotos ingår i släktet Exyston och familjen brokparasitsteklar. Inga underarter finns listade i Catalogue of Life.